# Obraz Madonny z Gościeszyna
Madonna z Dzieciątkiem inaczej Matka Boża Gościeszyńska – cudowny obraz przechowywany w Kościele pw. Nawiedzenia Najświętszej Maryi Panny w Gościeszynie.

## Historia
Obraz został namalowany temperą na desce prawdopodobnie przez poznańskiego artystę Jana Schillinga lub niderlandzkiego Dirka Boutsowa. Znajdował się kiedyś w kościele Zwiastowania NMP, ale po rozbiórce trafił do nowego, w którym dziś się znajduje. Znajduje się w nim pięć wieków z kilkuletnią przerwą spowodowaną kradzieżą w 1992. W 1998 został odnaleziony
Obraz nigdy nie był koronowany, ale pozostały wspomnienia odpustów przedwojennych, wota i zapiski parafialne.

## Opis
Matka Boża siedzi na trawie ubrana w czerwony płaszcz i granatową suknię bez ozdób. W jednej ręce trzyma księgę a w drugiej nagie dzieciątko, które trzyma w ręku owoc pigwy - średniowieczny symbol szczęśliwej miłości i płodności. Wokoło rosną dziurawce, babki i mlecze. Dobór roślin wokół nie jest przypadkowy, każda jest symboliczna.
Mur z blankami wokoło oznacza typowy dla średniowiecznego malarstwa hortus conclusus - 'ogród zamknięty'. Symbol ten został wyciągnięty z Pieśni nad pieśniami. W oddali przedstawiona Niebieska Jerozolima.